# Королевство кривых зеркал (фильм)
«Короле́вство кривы́х зерка́л» — советский полнометражный цветной художественный фильм-сказка, поставленный на Киностудии имени М. Горького в 1963 году режиссёром Александром Роу по одноимённой повести писателя Виталия Губарева.

## Сюжет
Третьеклассница-пионерка Оля поздно возвращается домой после школы и просмотра фильма в кинотеатре, а в подъезде пугается темноты, где какие-то мальчишки нарочно выключают свет и в шутку наводят на неё страх. Уже в квартире Оля понимает, что потеряла ключ, и боится идти к слесарю за новым. К тому же, она часто капризничает и ленится. Бабушка, сетуя на внучку, уходит к слесарю сама и приговаривает: «Эх, внученька, внученька! Если бы ты могла посмотреть на себя со стороны!»
Оля нарушает бабушкин запрет и ест варенье до обеда. Она случайно разбивает банку, и тут зеркало заговаривает с ней. Оно объясняет, что оно волшебное, и, погнавшись за котом, Оля оказывается в зазеркалье. Там она сталкивается со своим отражением — девочкой по имени Яло. Пытаясь поймать своих котов, они попадают в сказку — в королевство кривых зеркал. Здесь изготавливаются и стоят повсюду на улице такие зеркала, которые отражают всё наоборот: старых — молодыми, молодых — старыми, а измождённых и голодных — упитанными и полными сил. Люди мучаются на трудных работах, но кривые зеркала не дают им рассказать о своих страданиях. Богачи поставили их повсюду, заведомо зная, что бедняки не докажут, что они живут плохо, видя в отражении свои противоположности. Девочки становятся свидетелями ареста мальчика Гурда, который отказывается изготавливать лживые зеркала, и его приказывает заточить в Башню смерти главнейший министр Нушрок. Оля и Яло решают вызволить Гурда. Для этого им надо попасть во дворец к королю.
В критической ситуации Оля становится более ответственной и требовательной к себе, а  Яло воплощает все её недостатки: рассеянность, лень, чрезмерную любовь к сладкому, неаккуратность и боязливость. Придя ко дворцу, девочки не могут пройти мимо стражников и поэтому прячутся в повозке с продовольствием для королевской кухни. Кухарка тётушка Аксал обнаруживает их, прячет от повара и расспрашивает, зачем они так поступили. Они рассказывают ей о Гурде, а кухарка с грустью рассказывает о положении дел: король Йагупоп во всём слушается своих министров, наиглавнейшего министра Абажа и главнейшего министра Нушрока. Ключ от Башни смерти существует в двух экземплярах: один висит над троном короля, другой находится у Абажа. Девочки всё же полны решимости, и тётушка Аксал помогает им добыть одежду королевских пажей. Переодевшись в пажей, Оля и Яло попадают в тронный зал. Им приходится провести некоторое время с королём и придворными, и, когда придворные уходят, а король на минуту отвлекается, девочки похищают ключ. Угнав королевскую карету, они едут выручать Гурда, но возле Башни смерти Яло обнаруживает потерю ключа. Оля отчитывает её за рассеянность и решает достать второй ключ. Однако на пути к Абажу их встречает Анидаг, красавица-дочь Нушрока (девочки об этом не знают), и, заподозрив неладное, заманивает к себе замок обещанием вкусной еды. Замок располагается на высокой отвесной скале.
Тем временем во дворце короля Нушрок узнаёт, что «пажи» уговорили его отсрочить казнь Гурда, и приходит в негодование. Он напоминает королю, что вся его власть держится на министрах, и угрожает ему, если тот не будет подчиняться. Король Йагупоп тут же соглашается поскорее казнить мальчика, но оказывается, что ключ над троном исчез. Нушрок бросается в погоню за «пажами» и получает весточку от Анидаг, что «пажи» у неё. Когда Нушрок возвращается в свой замок и пытается их поймать, Оля прыгает через окно в воду, а побоявшуюся прыгнуть Яло бросают в подвал. Она случайно находит здесь подземный ход, по которому добирается до жилища Абажа. Из-за потайной двери она наблюдает за ссорой Абажа, Нушрока и Анидаг — они все хотели убрать короля и править единолично, но попытались отравить друг друга и поняли, что каждый кубок отравлен. Воспользовавшись удобным моментом, Яло завладевает ключом.
Бар, кучер Анидаг, встречается с Олей, потом к ним присоединяется Яло, и они убегают от преследования министров и Анидаг. Бар помогает им оторваться достаточно далеко, и девочки приезжают к Башне смерти и освобождают Гурда. Также оказывается, что Яло не теряла первый ключ, а просто по рассеянности не нашла его у себя в карманах. Оля с улыбкой говорит: «Эх, Яло, какая же ты растяпа», а Яло отвечает: «А я всего-навсего только твоё отражение». Девочки, взяв Гурда за руки, поют пионерскую отрядную песню «Флажок», и, услышав её, король Йагупоп превращается в попугая, Нушрок — в коршуна, Анидаг — в змею, а Абаж — в жабу. Напоследок они окликают тётушку Аксал и машут ей руками, а она улыбается им в ответ.
Оля снова оказывается дома, перед зеркалом. Банка с вареньем чудесным образом становится целой. Как раз бабушка возвращается с новым ключом, и Оля удивляет её своим ласковым обращением и извинениями за свои недостатки. Тут же девочка находит в кармане свой «потерянный» ключ и подходит к зеркалу, чтобы «показать» оба ключа своему отражению. Бабушка радуется этим переменам, но всё-таки спрашивает, что же с ней произошло. Оля переглядывается с Яло, та кивает ей из зеркала, и Оля говорит, что просто посмотрела на себя со стороны.

## В ролях
| Актёр             | Роль                                                                |
| ----------------- | ------------------------------------------------------------------- |
| Ольга Юкина       | главная героиня фильма Оля                                          |
| Татьяна Юкина     | её отражение Яло                                                    |
| Татьяна Барышева  | бабушка Оли (в титрах — М. Барышева)                                |
| Андрей Стапран    | мальчик-зеркальщик Гурд                                             |
| Иван Кузнецов     | кучер Бар                                                           |
| Тамара Носова     | кухарка тётушка Аксал                                               |
| Анатолий Кубацкий | король Йагупоп LXXVII (в книге — Топсед VII)                        |
| Аркадий Цинман    | наиглавнейший министр Абаж                                          |
| Андрей Файт       | главнейший министр Нушрок                                           |
| Лидия Вертинская  | дочь Нушрока Анидаг                                                 |
| Георгий Милляр    | наиглавнейший церемониймейстер / вдовствующая королева / 1-й возчик |
| Павел Павленко    | главнейший церемониймейстер                                         |
| Александр Хвыля   | королевский обер-повар                                              |
| Вера Алтайская    | служанка Анидаг Асырк (нет в книге)                                 |
| Валентин Брылеев  | тамбурмажор / 2-й возчик                                            |

## Создатели фильма
- Авторы сценария: Виталий Губарев, Лев Аркадьев
- Режиссёр-постановщик — Александр Роу
- Операторы: Василий Дульцев, Леонид Акимов
- Художники: Арсений Клопотовский, Александр Вагичев
- Композитор — Аркадий Филиппенко
- Звукооператор — Анатолий Дикан
- Второй режиссёр — А. Голышев
- Второй оператор — А. Антонов
- Художник-гримёр — Анатолий Иванов
- Монтаж — А. Овчарова
- Редактор — Сара Рубинштейн
- Текст песен — Виталий Губарев
- Директор картины — Григорий Рималис
- Оркестр Главного управления по производству фильмов

Дирижёр — Арнольд Ройтман

## Съёмки
При подборе девочек на главные роли пробовались много пар близнецов, Роу выбрал девятилетних учениц московской школы № 499 Юкиных. После окончания съёмок они переехали в Кузьминки и пошли в 337-ю школу.
Натурные съёмки проходили в Крыму (Ялта, Симеиз, Красный Камень). В кадре видны: павильон Ялтинской киностудии на Поликуровском холме, дорога в Заповедно-охотничьем хозяйстве.
Исполнителю роли Нушрока Андрею Файту, к тому времени уже немолодому, пришлось скакать верхом на лошади почти на всём протяжении картины, для этого ему потребовалась хорошая физическая форма и большое напряжение сил:

Скакал иногда по крутым, каменистым, не совсем безопасным тропам. Но падал на всём скаку через голову лошади не я. Это делал дублёр. И мне отнюдь не стыдно. Трюкач рискует во много раз меньше и делает он своё дело точнее и лучше. А техника съёмки сейчас на таком уровне, что зритель никогда не заметит подмены.
— Андрей Файт
Помимо прямых натурных съёмок, активно использовались комбинированные: домакетки, дорисовки, перспективные совмещения.
В съёмках принимали участие птицы и животные: беркут Карлу́ша, с которым работали дрессировщики Г. Алексеев и Г. Белихин, и кот Караба́с, участвовавший до этого в фильме «Новые похождения Кота в сапогах» (1958).

## Музыка
Темы, использованные в фильме:
- Русская народная песня «Жил-был у бабушки серенький козлик».
- Песенка поросят из мультфильма Уолта Диснея «Три поросёнка» «Нам не страшен серый волк» — музыка и слова Фрэнка Черчилла.
- Городская фольклорная песенка «Чижик-пыжик».
- Песня «Флажок» (музыкальная тема фильма, композитор Аркадий Филиппенко, автор текста Виталий Губарев).

## Отзывы
Кино создавалось в советское время как некая сказочная пародия на капиталистическое устройство жизни, где король — всего лишь попугай, а правят такие три толстяка — министры-тугосумы. Но по факту это история голого короля, история о том, как ребёнок в этой сложной машине насилия видит ложь и изобличает её.
— Антон Долин, 2016

Картина не устарела ни на йоту. Её смотришь так же, с тем же удовольствием, с тем же интересом. Когда работаешь в кино, часто сталкиваешься с тем, что человек снимает одно, а в жизни представляет собой совершенно другое. Но Роу был очень искренним, очень скромным. И то, о чём он говорил, волновало его по-настоящему.
— Николай Лебедев, 2016

## Факты

Почтовый конверт к 100-летию А. Роу

В 1985 году по мотивам фильма Московским издательством «Всесоюзное бюро пропаганды киноискусства» внесерийным изданием была издана книга-комикс объёмом 20 страниц.
По мотивам фильма и одноимённой книги поэтом Павлом Великжаниным написано стихотворение «Оля о Яло». Песня и одноимённый альбом композитора Игоря Николаева (1989). В 2006 году к 100-летию со дня рождения А. А. Роу Почтой России была выпущена серия юбилейных почтовых конвертов с рисунком, воспроизводящим кадр из фильма «Королевство кривых зеркал» и портретом режиссёра на марке.
В 2020 году режиссёр Антон Фёдоров поставил спектакль «Королевство кривых» в Альметьевском татарском драматическом театре по мотивам сказки «Королевство кривых зеркал», но сюжет (текст Арсения Фарятьева и самого Фёдорова, использованы письма членов троцкистской оппозиции) радикально переосмыслен в сравнении с повестью Виталия Губарева и одноимённым фильмом Александра Роу.